# Martin Iberer
Martin Werner Iberer (* 30. Mai 1986 in Graz) ist ein ehemaliger österreichischer Eishockeytorwart, der über viele Jahre bei den EC Graz 99ers und bei verschiedenen zweitklassigen Klubs aktiv war. Seit 2017 ist er Trainer bei der ATSE Graz Eishockeysektion.

## Karriere
Martin Iberer begann seine Karriere bereits in jungen Jahren in den Nachwuchsmannschaften des EC Graz 99ers und avancierte dort bald zum Stammtorwart. Er wurde im Alter von 14 Jahren als Ersatztorwart der Kampfmannschaft in der österreichischen Eishockey-Liga eingesetzt. Im Jahr 2006 wechselte er schließlich nach Übersee in die North American Hockey League, wo er für die Teams Traverse City North Stars, „Quad City Express“  und Alaska Avalanche auf dem Eis stand.  2007 kam er nach Österreich zurück und unterzeichnete einen Vertrag beim KSV Eishockeyklub in der Nationalliga. Im Jahr darauf wechselte Martin Iberer zum EHC Bregenzerwald, wo er viel Spielpraxis sammeln konnte.
Im Jahr 2009 spielte er für den EC Red Bull Salzburg, wo er zusammen mit Thomas Höneckl und Artiom Konovalov das Torhütergespann für das Farmteam in der Nationalliga bildete. Martin Iberer startete fulminant in die Saison, in der er insgesamt  4 Shutouts erreichte (1 davon in der Preseason).
Für die Saison 2010/11 kehrte er zum EC Graz 99ers zurück. Knapp nach Saisonbeginn wurde er an den Nationalligisten HC Innsbruck verliehen, deren erster Torwart Manuel Schönhill sich verletzt hatte. Das Innsbrucker Team stellte in dieser Saison einen weltweiten Rekord auf, mit 21 gewonnenen Spielen in Serie. Martin Iberer stand in 14 dieser Spiele im Tor. Kurz vor Beginn der Playoffs holte ihn der EC Graz 99ers zurück nach Graz.
Anschließend beendete Iberer seine Profikarriere und spielte fortan für den EC Weiz und später für ATSE Graz in der viertklassigen Steirer Eliteliga. Seit 2017 ist er Trainer bei der ATSE.

## Persönliches
Martin Iberer hat zwei Brüder, Florian und Matthias, die ebenfalls Eishockeyspieler sind. Seine Schwester Anna spielt für die Vienna Flyers.

## Karrierestatistik

### Play-offs
(Legende zur Torhüterstatistik: GP oder Sp = Spiele insgesamt; W oder S = Siege; L oder N = Niederlagen; T oder U oder OT = Unentschieden oder Overtime- bzw. Shootout-Niederlage; Min. = Minuten; SOG oder SaT = Schüsse aufs Tor; GA oder GT = Gegentore; SO = Shutouts; GAA oder GTS = Gegentorschnitt; Sv% oder SVS% = Fangquote; EN = Empty Net Goal; 1 Play-downs/Relegation; Kursiv: Statistik nicht vollständig)